# Списак PHP екстензија
Ово је садашњи списак свих званично документованих екстензија за програмски језик PHP.
| - .NET - Apache - BCMath - Bzip2 - Calendars - CCVS - ClibPDF - COM - cURL - Cybercash - DB++ - DB2 - dBase - DBM - dbx - DOM XML - FileMaker Pro - filePro - GNU FriBidi - FrontBase - FTP - GD Graphics Library - Gettext - GNU Multi-Precision Library - Hyperwave - iconv - IMAP, POP3 и NNTP - Informix - Ingres II - InterBase - IRC | - LDAP - Lotus Notes - mailparse - MCAL - Mcrypt - MCVE - Mhash - MIME функције - Ming - mnoGoSearch - Mohawk - MS-SQL - mSQL - muscat - MySQL - Ncurses - ODBC - OpenSSL - Oracle - Ovrimos SQL - PayFlow Pro - PDF - PDO - Phalcon - POSIX - PostgreSQL - Printer - Pspell - QT-Dom | - GNU Readline - GNU Recode - Regular expressions - Semaphores - SESAM - Session Handling - Shared memory - SMTP - SNMP - SimpleXML - Sockets - SQLite - Streams - Sybase - Token - vpopmail - WDDX - Win32 API - xajax - XML (Xpath) - XML-RPC - XSLT - YAZ - Yellow pages / NIS - ZIP - Zlib - Wjs |